# Erbrechtsgleichstellungsgesetz
Das  Gesetz zur erbrechtlichen Gleichstellung nichtehelicher Kinder , kurz Erbrechtsgleichstellungsgesetz, schaffte zum 1. April 1998 den Unterschied zwischen ehelichen und nichtehelichen Kind im Bereich des Erbrechtes ab. Es war Teil der kindschaftsrechtlichen Reform, die aber überwiegend 3 Monate später in Kraft trat.

## Teil der Kindschaftsrechtsreform
Hinter dem Begriff Kindschaftsrechtsreform verbargen sich drei Gesetze. Neben dem Kindschaftsrechtsreformgesetz selbst waren dies das Beistandschaftsgesetz und das Erbrechtsgleichstellungsgesetz. Der Bundesrat hatte zu Letzterem wegen einer Spezialfrage den Vermittlungsausschuss angerufen; er wurde jedoch vom Deutschen Bundestag – es handelt sich hier nicht um ein zustimmungsbedürftiges Gesetz – überstimmt.

## Erbrechtliche Sonderregeln

### Keine Teilnahme an Erbengemeinschaft
Inhaltlich ging es um die Abschaffung der Sonderregelungen für nichteheliche Kinder. Letzteren waren durch das Nichtehelichengesetz set dem 1. Juli 1970 zwar Erbansprüche gegen den Vater (und seine Verwandten) eingeräumt worden (vor dem Datum galten diese Kinder als mit ihrem Vater nicht verwandt). Jedoch nahm das nichteheliche Kind nicht an einer Erbengemeinschaft teil, wenn beim Tod des Vaters ein Ehegatte oder eheliche Kinder vorhanden waren; in diesem Fall stand dem nichtehelichen Kind ein schuldrechtlicher Erbersatzanspruch in Höhe des gesetzlichen Erbteils zu, d. h., es musste von den anderen Erben in Geld ausgezahlt werden (ähnlich wie bei einem Pflichtteil oder einem Vermächtnis). Durch die Nichtteilnahme an der Erbengemeinschaft wurde das Ziel verfolgt, die vermeintlich heile Familie posthum nicht in Auseinandersetzungen um die Verwaltung des Erbes mit dem Kuckuckskind zu verwickeln.

### Geltendmachung durch Jugendamt
Starb der Vater vor der Volljährigkeit des Kindes, wurden diese Erbansprüche durch das Jugendamt als Amtspfleger nach den damaligen §§ 1706 ff. BGB geltend gemacht. Auch durch diese neutrale Konstruktion sollte die väterliche Familie dem Kind und seiner Mutter nicht ausgesetzt werden.

### Vorzeitiger Erbausgleich
Neben dieser Sonderregelung gab es eine weitere, den vorzeitigen Erbausgleich (damals in § 1934d BGB). Das nichteheliche Kind hatte (anders als eheliche) das Recht, zwischen seinem 21. und 27. Lebensjahr vom Vater vorab ausgezahlt zu werden, vergleichbar einem Erbverzicht. Hierzu stand dem nichtehelichen Kind eine Abfindungssumme zu, die aus dem Unterhalt der letzten 5 Jahre voller Unterhaltspflicht des Vaters errechnet wurde. Der Anspruch konnte notariell vereinbart oder vor dem Vormundschaftsgericht eingeklagt werden. Als Idee stand dahinter, dem nichtehelichen Kind den Start in ein selbstständiges Leben zu erleichtern, da man davon ausging, dass eine Ausstattung, wie bei ehelichen Kindern damals üblich, nicht gezahlt würde.
Durch das Erbrechtsgleichstellungsgesetz wurden diese Sonderregelungen für Erbfälle ab dem 1. April 1998 ersatzlos abgeschafft.